# Jan van Scorel

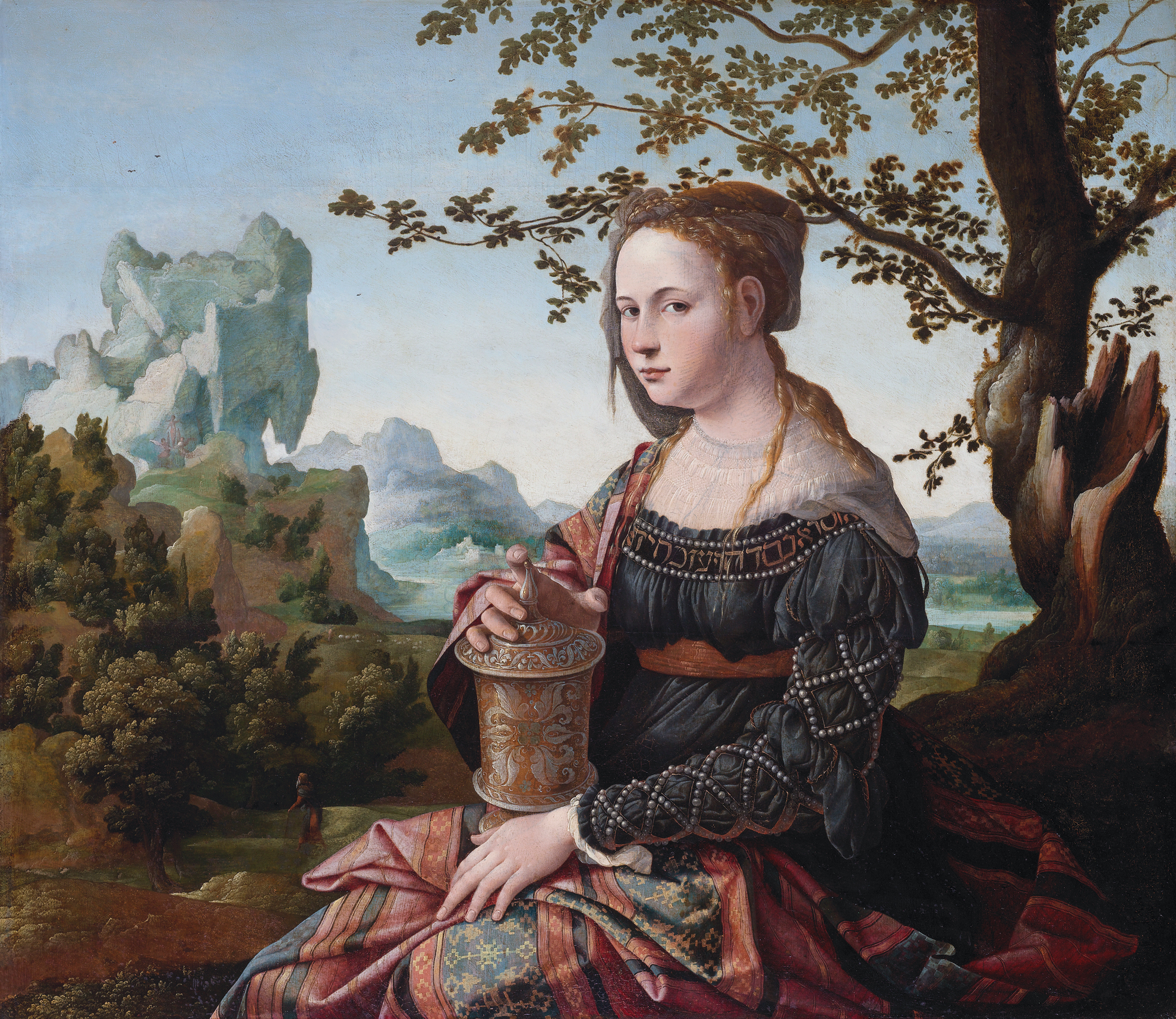
María Magdalena, obra de Jan van Scorel, 1529. Óleo sobre lienzo, 67 × 76,5 cm, Rijksmuseum, Ámsterdam.

Jan van Scorel (Schoorl, cerca de Alkmaar, 1495-Utrecht, 6 de diciembre de 1562) fue un influyente pintor neerlandés, al que se atribuye la introducción del arte del Alto renacimiento italiano en los Países Bajos. 

## Vida y obra

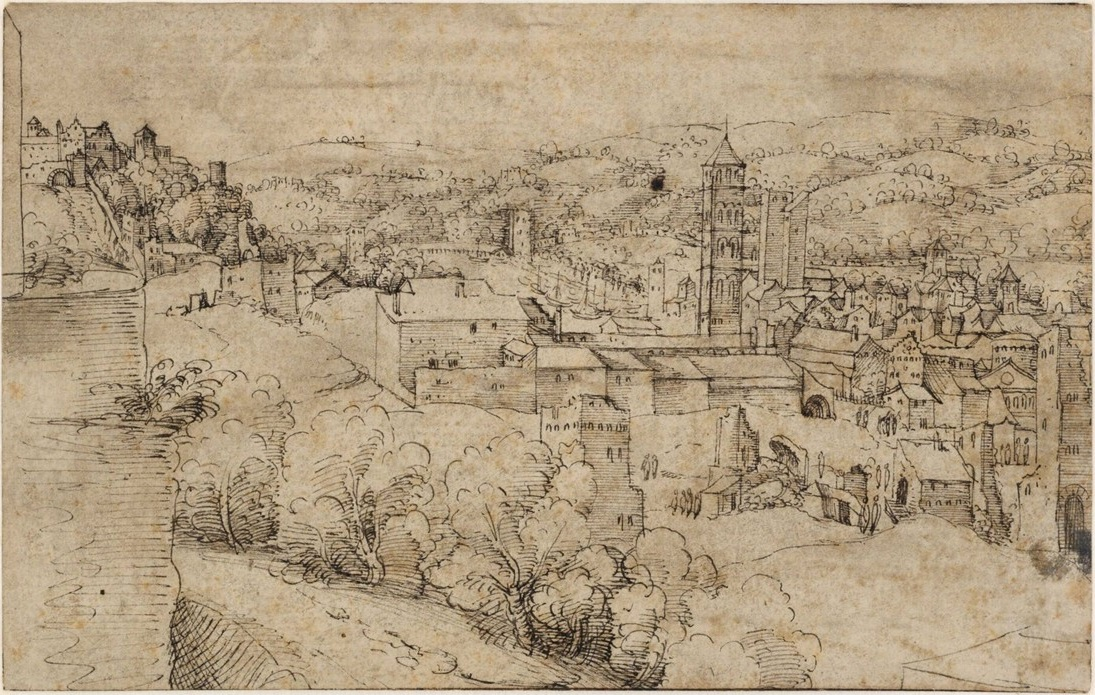
Paisaje montañoso con una ciudad con gran cantidad de torres, incluido un campanario románico. Probablemente dibujado cuando Van Scorel visitó el norte de Italia entre 1518 y 1522.

No se sabe si comenzó sus estudios con Jan Gossaert en Utrecht o con Jacob Cornelisz. van Oostsanen en Ámsterdam, pero fueron los grandes maestros que conoció posteriormente los que tendrían una mayor influencia en su técnica. Van Scorel comenzó a viajar por Europa cuando tenía poco más de veinte años, primero dirigiéndose a Núremberg en busca de Durero y luego a Austria. Allí fue, en 1520, donde acabó su primera obra representativa, el Retablo de Sippen (Sippenaltar) o «Retablo de la familia», para la iglesia de San Martín, del pueblo de Obervellach (Carintia). Pasó por Venecia, donde recibió la influencia de Giorgione, y luego por Roma antes de iniciar una peregrinación a Tierra Santa. Sus experiencias en Jerusalén están representadas en muchas de sus obras de madurez.
En 1521, regresó a Roma, donde conoció al papa Adriano VI, de origen neerlandés, quien le nombró pintor de la Santa Sede. El propio Papa posó para un retrato. En Roma Van Scorel recibió la influencia de Miguel Ángel y Rafael, y sucedió a Rafael en el puesto de conservador del Belvedere.
A su regreso a los Países Bajos en 1524, se estableció en Utrecht y comenzó una exitosa carrera como pintor y maestro. Van Scorel fue un artista con una gran educación y talento, y ejerció como ingeniero y arquitecto, además de pintor. También era políglota, sin duda alguna como resultado de sus viajes.
Se le considera el más representativo de los «romanistas» holandeses y su influjo en el arte de los países nórdicos fue considerable. Van Scorel murió en Utrecht en 1562, dejando tras sí un gran número de retratos y retablos. Aunque muchas de sus obras fueron víctimas de la destrucción iconoclasta de 1566, algunas aún se conservan y pueden verse principalmente en museos de los Países Bajos. En el Museo del Prado de Madrid se conservan un Diluvio Universal y un Cristo bendiciendoo y se le atribuye el Retrato de un humanista. El Museo Thyssen-Bornemisza, exhibe  La Virgen de los Narcisos con el Niño y donantes.